# Tio små negerpojkar (film, 1974)
Tio små negerpojkar (engelska: And Then There Were None) är en kriminalfilm från 1974 i regi av Peter Collinson. Filmen är baserad på Agatha Christies roman med samma namn från 1939. I huvudrollerna ses Richard Attenborough, Oliver Reed, Charles Aznavour, Stéphane Audran, Elke Sommer och Gert Fröbe.
Det var den andra av tre versioner av Christies roman som filmatiserades av producenten Harry Alan Towers. Två filmatiseringar har tidigare släppts (en version från 1945 av René Clair och en version från 1965 som Ten Little Indians). En amerikansk TV-version sändes 1959. Towers producerade en tredje version 1989.
Filmen hade svensk premiär den 10 mars 1975 på biograferna Festival och Söderbio i Stockholm.

## Handling
En grupp på tio personer, främlingar för varandra, anländer till ett hotell djupt inne i den iranska öknen. Hotellet ligger intill ruinerna av Persepolis, 200 mil från civilisationen. Gästerna upptäcker snabbt att deras värd är mystiskt frånvarande. Vid middagen lägger de märke till en samling figurer: de tio små indianerna, som representeras i ramsor i var och en av deras sviter. De anklagas via en bandinspelning av värden U.N. Owen ("okänd"), någon som ingen av dem någonsin har träffat, för att ha undkommit rättvisan för att ha begått mord eller orsakat andras död.
En efter en börjar gästerna dö. Den första är sångaren Michel Raven, vars drink är förgiftad. Under natten gör hushållerskan/kocken Elsa Martino en vansinnesfärd för att fly genom ruinerna, bara för att strypas mot en pelare, en gammal persisk avrättningsmetod, som noterats av Hugh Lombard. En jakt på mördaren inleds av general Salve, som delar upp alla i par. Inte långt efter att alla har separerat knivhuggs Salve till döds i hotellets katakomber. Jakten avslöjar att det inte finns någon annan på hotellet än de sju, och att mördaren måste vara en av dem.
Nästa morgon försöker Elsas man butlern Martino fly ut i öknen och dör av värmeslag, eftersom hans överlevnadskit har saboterats. Ilona avslöjar sitt tragiska förflutna för de andra och avslöjar orsaken till sin mans självmord. Senare hittas hon död, biten av en giftorm. Strömmen och lamporna på hotellet slocknar plötsligt och de fem återstående gästerna famlar i mörkret. Domare Cannon övertygar dem att avslöja arten av de brott som de står anklagade för. Innan Vera hinner ge sin förklaring lämnar hon de andra för att hämta sin kappa. Hon skriker och de andra springer för att rädda henne. I förvirringen hittas domare Cannon död i sitt sovrum, skjuten i huvudet.
Eftersom Vera vägrar att erkänna sin skuld, som de andra fyra har gjort, blir doktor Armstrong misstänksam mot Vera och låser in henne på sitt rum. Hugh kommer till Veras rum under natten och ger henne sin pistol. Vera avslöjar att hon aldrig undkommit rättvisan för ett mord. Hennes syster begick mordet och Vera täckte upp för henne. Hennes syster tog livet av sig efteråt. Hugh avslöjar att han i själva verket är Charles Morley. Den riktige Hugh Lombard var hans bästa vän och begick också självmord efter det brott han anklagades för. Charles hittade Hughs inbjudan bland hans tillhörigheter när han rensade dem efter vännens död, och tog sin väns plats i hopp om att få veta mer om vad som fick Hugh att ta sitt liv.
Nästa morgon är doktor Armstrong försvunnen. En genomsökning av ruinerna leder till att Blore knuffas ner från en klippavsats till sin död. Vera och Charles antar att Armstrong är mördaren, men blir chockade när de hittar Armstrongs lik i ruinerna. Han har varit död i flera timmar. De inser att de är de enda två som är kvar. Vera skjuter Charles.
Vera återvänder till hotellet, där hon hittar alla möbler täckta av lakan igen, förutom en stol med en snara ovanför. Hon finner domare Cannon i högsta grad levande. Han avslöjar att han lurade doktor Armstrong att hjälpa honom att fejka sitt "mord". Han förklarar sin önskan att söka fullkomlig rättvisa och utföra sin plikt som bödel för de skyldiga. Domare Cannon försöker övertala Vera att hänga sig, för att slippa tillbringa resten av sitt liv i fängelse, eftersom myndigheterna kommer att anta att hon är den uppenbara mördaren, som den enda kvarvarande gästen i livet. Domare Cannon dricker gift och förbereder sig för att dö, bara för att se Charles dyka upp levande. Cannon kvävs av giftet och inser innan han dör att hans plan har gått i stöpet. När Cannon är död plockas Vera och Charles upp av en helikopter medan bandinspelningen spelas upp av någon.

## Rollista
- Charles Aznavour – Michel Raven, underhållare. Anklagas för att ha kört över två personer i Paris när han var alkoholpåverkad.
- Stéphane Audran – Ilona Morgan, skådespelerska. Anklagad för att ha varit ansvarig för sin makes död "på ett mycket kallblodigt och hänsynslöst sätt".
- Elke Sommer – Vera Clyde, sekreterare. Anklagad för att ha förgiftat sin systers fästman till döds.
- Gert Fröbe – Wilhelm Blore, polis. Anklagad för att ha begått mened för att sätta dit en oskyldig man, som senare dog i fängelset.
- Herbert Lom – Edward Armstrong, läkare. Anklagad för att ha opererat en kvinna i berusat tillstånd och orsakat hennes död.
- Oliver Reed – Hugh Lombard, affärsman. Anklagad för att ha mördat den unga kvinna som skulle föda hans barn utanför äktenskapet. (Avslöjad som Charles Morley)
- Richard Attenborough – Arthur Cannon, domare. Anklagad för att ha dömt en oskyldig man till döden genom hängning.
- Maria Rohm – Elsa Martino, tjänare. Anklagad för att ha hjälpt sin man att orsaka deras rika, invalidiserade arbetsgivares död.
- Alberto de Mendoza – Otto Martino, tjänare. Anklagad för att ha orsakat sin förmögna, invalidiserade arbetsgivares död efter att ha lurat henne att inkludera honom och hans fru i sitt testamente.
- Adolfo Celi – André Salvé, militärgeneral. Anklagad för att ha varit ansvarig för fem mäns död som stod under hans befäl.
- Orson Welles – "U.N. Owen" (rösten på kassetten)
- Naser Malek Motiei - Polis (ej krediterad)
- Sepideh (ej krediterad)

## Produktion

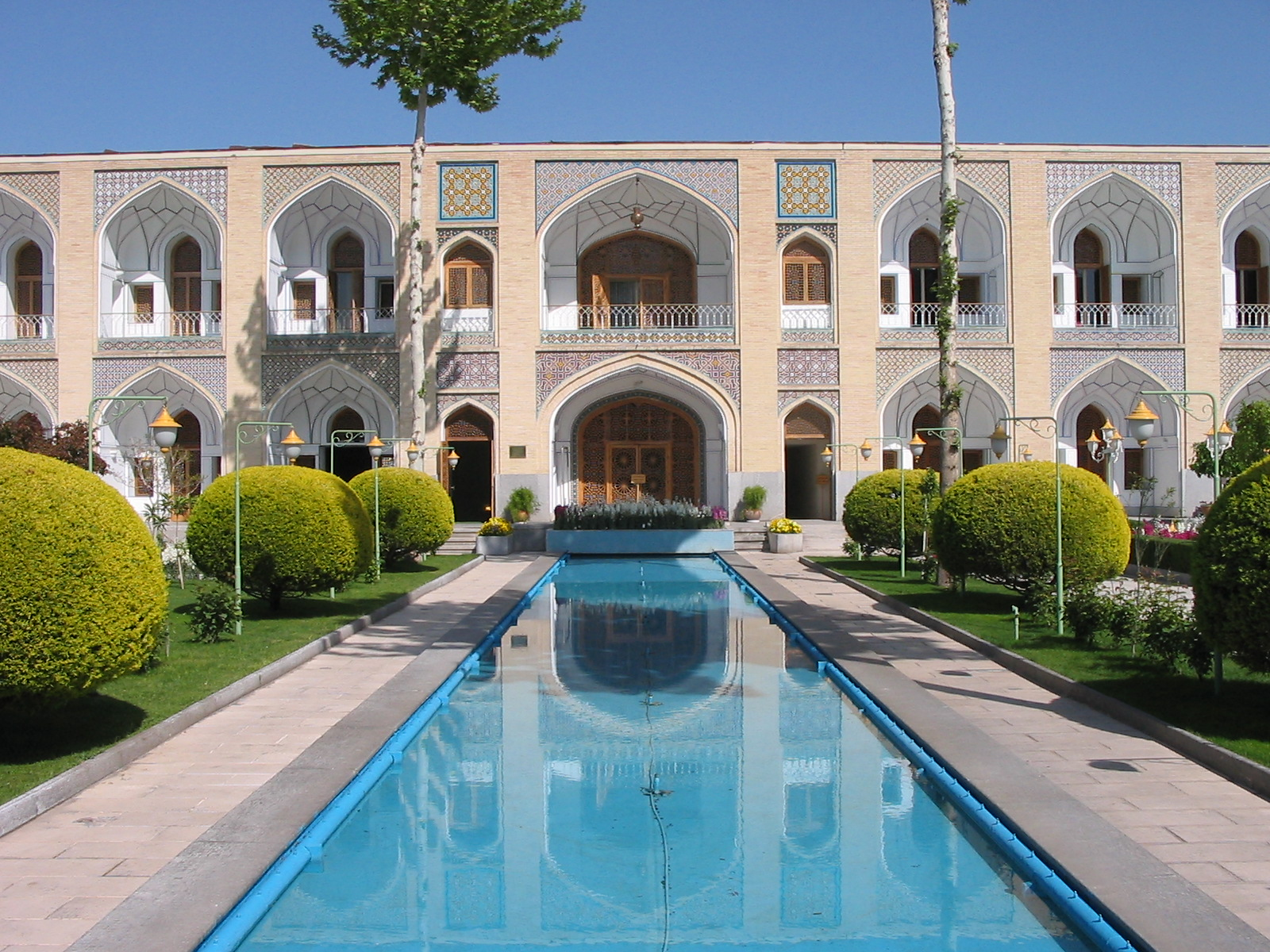
Abbasi Hotels innergård, som den visas i filmen

### Manus
Filmen från 1974 återanvänder manuset från 1965 års version och kallar till och med Oliver Reeds karaktär "Hugh" istället för "Phillip", som var karaktärens namn i romanen och pjäsen. Filmen utspelas på ett övergivet hotell i den iranska öknen.

### Rollsättning
Herbert Lom, som spelar doktor Armstrong i den här filmen, medverkade också i 1989 års version, som generalen (spelad av Adolfo Celi i den här versionen).

### Filmning
En stor del av filmen spelades in på plats i Iran före revolutionen. Den utspelar sig på ett enormt, fiktivt hotell i öknen, intill ruinerna av Persepolis.
Interiörscener filmades på Shah Abbas Hotel i Isfahan. Den närliggande Shahmoskén fungerade som hotellets exteriör och huvudentré. Vidvinkelbilder av hotellet, bredvid ruinerna, är effektbilder som kombinerar fotografering av moskén och ruinerna. Delar av filmen spelades in i ruinerna av Persepolis och den berömda terrassen i Ali Qapu-palatset i Isfahan ser ut att vara en del av ruinerna. Arg-é Bam användes som en plats för Martinos död i öknen. Exteriörer i öknen filmades i Almería i Andalusien, Spanien.

### Versioner
Den europeiska versionen av filmen innehöll en förtextsekvens som visade gästerna som anlände med flyg innan de gick ombord på en helikopter för att transporteras till hotellet. Denna prolog klipptes dock bort från den amerikanska utgåvan.

### Premiär
Filmen var en internationell samproduktion, med många titlar över hela världen på olika språk. Den hade flera titlar även på den engelsktalande marknaden. Den släpptes som And Then There Were None i Storbritannien av EMI Films och i Australien av BEF Films. Den släpptes som Ten Little Indians i USA av Avco Embassy Pictures. Premiären överskuggades av den mer kritikerrosade och ekonomiskt framgångsrika Christie-filmatiseringen Mordet på Orientexpressen (1974), som fick sex Oscarsnomineringar och vann en för bästa kvinnliga biroll (Ingrid Bergman).

### DVD
Filmen gavs ut på DVD i Sverige 2011.